# Vabres (Cantal)
Vabres (okzitanisch gleichlautend) ist ein zentralfranzösischer Ort und eine Gemeinde mit 251 Einwohnern (Stand 1. Januar 2022) im Département Cantal in der Region Auvergne-Rhône-Alpes (vor 2016 Auvergne). Die Gemeinde gehört zum Arrondissement Saint-Flour und zum Kanton Neuvéglise-sur-Truyère. Die Einwohner werden Vabrais genannt.

## Lage
Vabres liegt etwa 57 Kilometer ostnordöstlich von Aurillac. Umgeben wird Vabres von den Nachbargemeinden Montchamp im Norden, Védrines-Saint-Loup im Nordosten und Osten, Ruynes-en-Margeride im Osten und Süden, Saint-Georges im Südwesten und Westen sowie Tiviers im Nordwesten.

## Bevölkerungsentwicklung
| Jahr                       | 1962 | 1966 | 1975 | 1982 | 1990 | 1999 | 2006 | 2011 | 2019 |
| Einwohner                  | 311  | 283  | 247  | 245  | 242  | 253  | 223  | 225  | 252  |
| Quellen: Cassini und INSEE |      |      |      |      |      |      |      |      |      |

## Sehenswürdigkeiten
- Kirche Saint-Pierre aus dem 19. Jahrhundert
- Schloss Saint-Gal, um 1900 errichtet

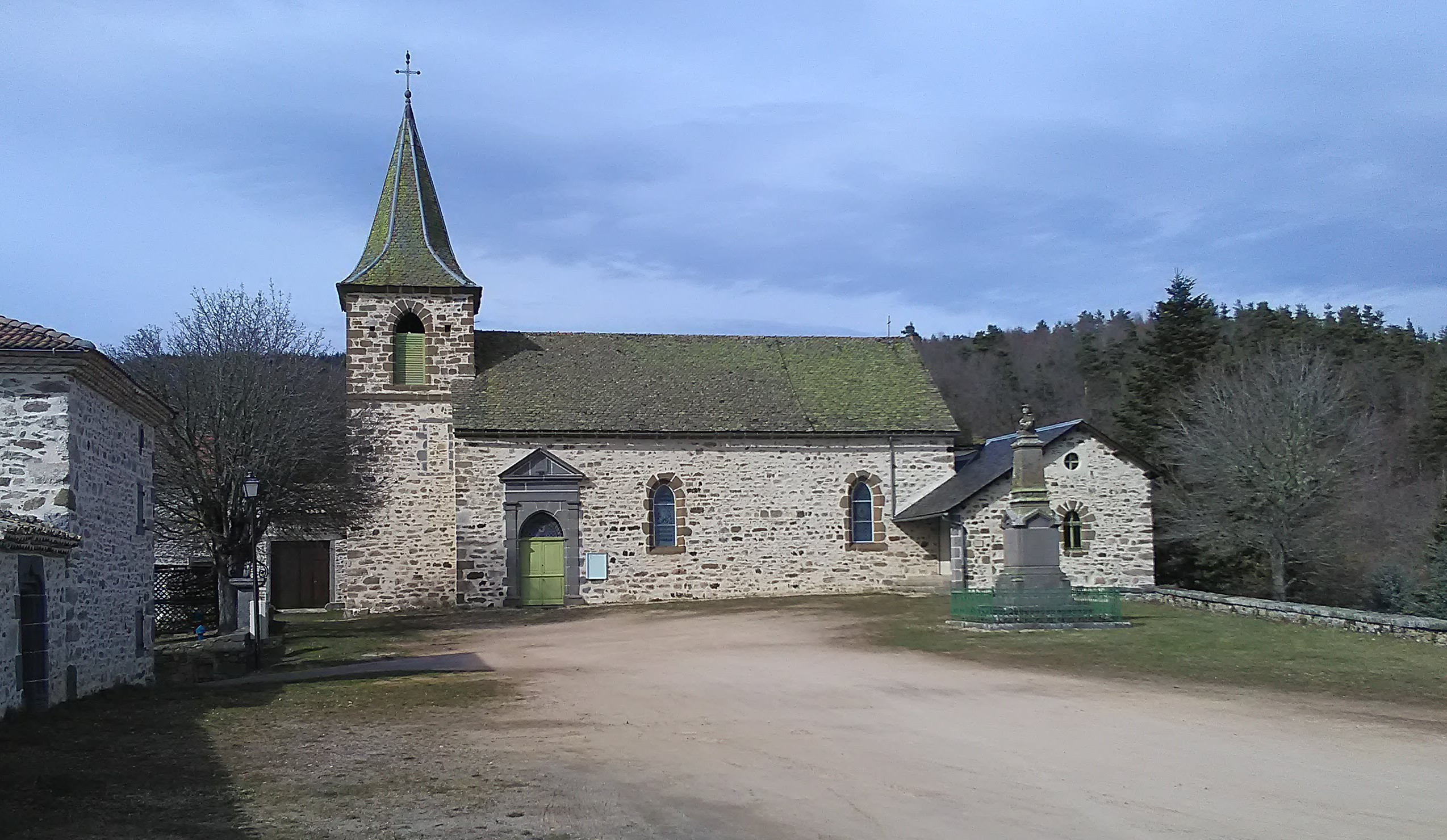
Kirche Saint-Pierre